# Dapanoptera carolina
Dapanoptera carolina là một loài ruồi trong họ Limoniidae. Chúng phân bố ở miền Australasia.